# Томас, Хизер
Хи́зер Энн Томас (англ. Heather Anne Thomas; 8 сентября 1957, Гринуич, Коннектикут, США) — американская актриса, писательница, сценаристка и политическая активистка.

## Биография
Хизер Энн Томас родилась 8 сентября 1957 года в Гринуиче (штат Коннектикут, США) в семье Леона Томаса и педагога Глэдди Лу Райдер.
В 1975 году Хизер окончила «Santa Monica High School», а в 1980 году — «UCLA Film School», во время учёбы в котором она была участницей женского общества «Chi Omega».

## Карьера
Хизер дебютировала в кино в 1978 году, сыграв роль Кэрил Мэннинг в эпизоде «Предел» телесериала «Дэвид Кэссиди: Человек под прикрытием». Всего Томас сыграла в 27-ми фильмах и телесериалах.
Также Хизер является писательницей, сценаристом и политическим активистом.

## Личная жизнь
В 1985—1986 года Хизер была замужем за одним из основателей «Cocaine Anonymous» Алланом Розенталем.
С 10 октября 1992 года Хизер замужем во второй раз за юристом Гарри М. Бриттенхэмом. У супругов есть дочь — Индия Роуз Бриттенхэм (род.19.06.2000).

## Фильмография
| Год       |    | Русское название                               | Оригинальное название                         | Роль                        |
| --------- | -- | ---------------------------------------------- | --------------------------------------------- | --------------------------- |
| 1978      | с  | Дэвид Кэссиди: Человек под прикрытием          | David Cassidy: Man Undercover                 | Кэрил Мэннинг               |
| 1980      | с  | Би Джи и медведь                               | B. J. and the Bear                            | Кэролайн Капоте             |
| 1980—1981 | с  | Злоключения шерифа Лобо                        | The Misadventures of Sheriff Lobo             | Кэролайн Капоте             |
| 1981—1986 | с  | Каскадёры                                      | The Fall Guy                                  | Джоди Бэнкс                 |
| 1982      | ф  | Влипли!                                        | Zapped!                                       | Джейн Митчелл               |
| 1983      | с  | Лодка любви                                    | The Love Boat                                 | Уэнди Каррен / Лила Пирселл |
| 1984      | с  | Ти Джей Хукер                                  | T.J. Hooker                                   | Сэнди Визински              |
| 1984      | с  | Прикрытие                                      | Cover Up                                      | Эмбер                       |
| 1987      | ф  | Циклон                                         | Cyclone                                       | Тери Маршалл                |
| 1987      | ф  | Камень смерти                                  | Der Stein des Todes                           | Меррил Дэвис                |
| 1987      | с  | Детектив Майк Хаммер                           | Mickey Spillane’s Mike Hammer                 | Андреа                      |
| 1987      | тф | Форд: Человек и машина                         | Ford: The Man and the Machine                 | Эванджелина Коут            |
| 1987      | тф | Гувер против Кеннеди: Вторая гражданская война | Hoover vs. the Kennedys: The Second Civil War | Мэрилин Монро               |
| 1988      | тф | Грязная дюжина: Смертельное задание            | The Dirty Dozen: The Fatal Mission            | лейтенант Кэрол Кэмпбелл    |
| 1990      | ф  | Горячая американская кровь                     | Red Blooded American Girl                     | Пола Буковски               |
| 1990      | с  | Чутьё                                          | Flair                                         | Тесса Кларк                 |
| 1991      | с  | P.S. Люблю тебя                                | P.S. I Luv U                                  | Мэри Маркхэм                |
| 1992      | с  | Болотная тварь                                 | Swamp Thing                                   | Татания                     |
| 1993      | ф  | Тайная страсть                                 | Hidden Obsession                              | Эллен Карлайл               |
| 1995      | с  | Сопровождающий                                 | Pointman                                      | Линн Форбс                  |
| 1997      | ф  | Против закона                                  | Against the Law                               | Фелисити                    |
| 1998      | ф  | Мой гигант                                     | My Giant                                      | танцовщица                  |
| 2014      | ф  | Девчонки зажигают всю ночь напролёт            | Girltrash: All Night Long                     | Надин Робсон                |
| 2024      | ф  | Каскадёры                                      | The Fall Guy                                  | офицер полиции              |
| 2024      | ф  | Ловушка для призраков                          | The Ghost Trap                                | Ди                          |